# Tochni
Tochni (gr. Τόχνη) – wieś w Republice Cypryjskiej, w dystrykcie Larnaka. W 2011 roku liczyła 424 mieszkańców.